# José María Cos
José María de Cos y Pérez (Zacatecas, 1770-Pátzcuaro, 17 de noviembre de 1819), conocido simplemente como José María Cos, fue un político, periodista, escritor y teólogo novohispano que se destacó en el bando insurgente desde el inicio de la Independencia de México en 1810 hasta el ofrecimiento de su indulto en 1817.

## Biografía
Nació en Zacatecas, probablemente en 1770, unos cuarenta años antes del comienzo de la guerra de independencia de México. Estudió gramática y retórica en la ciudad de Zacatecas, y luego se trasladó a la ciudad de Guadalajara, donde se doctoró en teología. En 1805 la Real Universidad le confirió nemine discrepante, la borla de doctor.
Participó en la guerra  independentista de México casi desde el principio. Se le atribuye, entre otros méritos, el haber impedido que Zacatecas fuera arrasada por la violencia de la guerra y facilitar su incorporación como plaza simpatizante de los insurgentes con el mínimo de sangre derramada.
Cos formó parte de la Junta de Zitácuaro, convocada por Ignacio López Rayón en 1811. Luego de la expulsión de los insurgentes por parte del ejército virreinal, José María de Cos permaneció al lado de López Rayón, a quien acompañó hasta Sultepec. En ese sitio, Cos editó dos periódicos proclives a la insurgencia, en una imprenta que él mismo construyó. Los nombres de estas ediciones eran El Ilustrador Nacional y El Ilustrador Americano. También en Sultepec escribió su Manifiesto que hacen al pueblo mexicano los representantes de las provincias de América y los Planes de Paz y Guerra, estos últimos se dieron a conocer el 16 de marzo de 1812. Fue coeditor con Andrés Quintana Roo del Semanario Patriótico Americano de julio de 1812 a enero de 1813.
Cuando se instituyó el Congreso de Chilpancingo, el doctor Cos participó en él como diputado por la provincia de Zacatecas. Participó en la redacción de la Constitución de Apatzingán, primera ley que rigió el gobierno de la naciente República Mexicana. Tanto en el Manifiesto como en la Constitución, Cos se muestra radical en el sentido de que ha abandonado la tesis soberanista enarbolada por López Rayón —a saber, que la Junta de América conservaría la soberanía de la Nueva España hasta que Fernando VII volviera al trono. Repetidamente manifiesta que "España y América son partes integrantes de la monarquía sujetas al rey; pero iguales entre sí, y sin dependencia o subordinación de la una respecto de la otra", lo que equivale a exigir una reforma política autonomista, no a una ruptura con la Corona y la consiguiente independencia:

Los partidos beligerantes reconocen a Fernando VII. Los americanos han dado de esto pruebas, jurándolo y proclamándolo en todas partes, llevando su retrato por divisa, invocando su nombre en sus títulos y providencias, y entusiasmo de todos, y sobre este pie ha caminado siempre el partido de la insurrección.

Su postura, por tanto, era muy cercana a los liberales españoles que sufrirían la represión del absolutismo.
José María de Cos se acogió al indulto ofrecido por las autoridades virreinales en el año de 1817. Murió en 1819 en la ciudad de Pátzcuaro, Michoacán a consecuencia de una inflamación en la garganta.